# دولت حلمي
دولت حلمي (1 مايو 1910 - 16 سبتمبر 1960) هي راقصة وممثلة مصرية.

## حياتها
من مواليد أول مايو 1910  وهي إحدى عوالم شارع محمد علي (العالمة هي من تحترف الرقص والغناء معاً) بدأت كراقصة في الأفراح ثم كونت فرقة شهيرة لإحياء الأفراح وكانت دولت حلمى «أسطى» (تدير وتقود العوالم والراقصات) بارعة في زفة العروس وقد تم الاستعانة بها في عدة أفلام لإقامة زفة عروس الفيلم.
توفت دولت حلمي في 16 سبتمبر 1960 عن عمر يناهز 50 سنة  وكان رصيدها ثلاثة أفلام فقط:
فيلم «الزهور الفاتنة» للمخرج جمال مدكور عام 1952.
فيلم «عفريتة إسماعيل يس» للمخرج حسن الصيفي عام 1954.
فيلم «المعلمة» للمخرج حسن رضا عام 1958.

## وصلات خارجية
- دولت حلمي على موقع الدهليز
- دولت حلمي على موقع قاعدة بيانات الأفلام العربية
- دولت حلمي على موقع كاروهات